# Power-up
Een power-up is een term uit de wereld van computerspellen, zowel op pc-gebied als op spelcomputers en gokautomaten. De term verwijst naar een object dat het karakter meestal kan oppakken door aan te raken en dat hen speciale vaardigheden biedt voor een beperkte of onbeperkte periode. Het personage in het spel kan bijvoorbeeld sneller rennen, hoger springen of nauwkeuriger schieten. Power-ups zijn te vinden in veel computerspelgenres, vooral in actiespellen en platformspellen.

## Voorbeelden
Een voorbeeld van een power-up is de super-mushroom uit de Super Mario-spellen van Nintendo. Na het oppakken zal Mario veranderen in een grotere en sterkere vorm. Een extra leven kan ook worden beschouwd als een speciale power-up. Vaak wordt dit echter zelfs toegekend als bepaalde score.
Power-ups spelen ook een rol bij first-person shooters, vooral in de multiplayer-modus. Power-ups die de schade aan de tegenstander verdubbelen komen in veel spellen voor, ook onzichtbaarheid, verhoogde rijsnelheid in een racespel, en herstel van levensenergie van het hoofdpersonage zijn veel voorkomende vormen.
Een speciale vorm van power-ups in first-person shooters zijn zogenaamde runes (soms ook wel techs, relikwieën of artefacten, afhankelijk van het spel). Runes behouden hun effect tot de drager sterft, waarna een andere speler de dan gevallen rune kan oppakken. In sommige spelmodi kunnen spelers hun runes ook op elk moment overhandigen aan teamleden voor flexibele tactische inzet (in het spel Quake III Arena). Runes worden voornamelijk gebruikt in klassieke CTF-spelmodi.